# Chaumont-Gistoux
Chaumont-Gistoux (em valão: Tchåmont-Djistou) é um município da Bélgica localizado no distrito de Nivelles, província de Brabante Valão, região da Valônia.